# Молдовянка
Молдовянка (рум. Moldoveanca) — село у Фалештському районі Молдови. Входить до складу комуни, адміністративним центром якої є село Логофтень.

## Населення
За даними перепису населення 2004 року у селі проживали 672 особи.
Національний склад населення села:
| Національність | Кількість осіб | Відсоток |
| -------------- | -------------- | -------- |
| українці       | 524            | 78,0%    |
| молдавани      | 109            | 16,2%    |
| росіяни        | 38             | 5,7%     |
| гагаузи        | 1              | 0,1%     |
| Всього         | 672            | 100%     |